# Schwäbisch Hall
Schwäbisch Hall je grad na sjeveroistoku njemačke savezne pokrajine Baden-Württemberg. Nalazi se 37 km istočno od Heilbronna i 60 km sjeveroistočno od Stuttgarta na rijeci Kocher. 

## Ime
Ime grada Schwäbisch Hall, kao i istoimenog grada sastoji se od dva dijela. "Schwäbisch" znači švapsko tj. nešto što pripada Švapskoj. "Hall" dolazi iz germanskog pojma za mjesto gdje se voda isušuje zagrijavanjem. Unatoč nazivu Schwäbisch većina stanovnika okruga (uključujući i sam grad Schwäbisch Hall)  ne govori švapski nego majnskofranački njemački. Kulturološki pripada pod nekoliko područja:Württemberg, Švapsku a ponajviše (Tauber) Frankoniju.